# Manoir de la Roche-Gestin
Le manoir de la Roche-Gestin est un édifice situé à La Gacilly, en France.

## Localisation
Le château est situé sur le territoire de la commune déléguée de La Gacilly, au lieu-dit la Roche-Gestin, dans le département du Morbihan en région Bretagne.

## Description
Le manoir date du XVIIe siècle. Édifice à un étage carré, construit en moellons sans chaîne en pierre de taille de grès et de schiste. Toiture à longs pans recouverte d'ardoises, pignon couvert. Escalier hors-œuvre : escalier à vis sans jour.

## Historique
Manoir du XVIIe siècle, remanié. En 1657, il comportait une cour fermée par un portail, une chapelle, des étables et la métairie de La Roche-Gestin.
Il est inscrit à l'inventaire général du patrimoine culturel.